# 2807 Karl Marx
2807 Karl Marx là một tiểu hành tinh vành đai chính, được phát hiện bởi Lyudmila Ivanovna Chernykh ở 1969. Nó được đặt theo tên nhà triết học người Đức Karl Marx.